# Abtenau
Abtenau je městys v Rakousku ve spolkové zemi Salcbursko v okrese Hallein. Obec se nachází v údolí Lammertal v Tennengau, asi 45 km jižně od Salcburku.
Žije zde přibližně 5 800 obyvatel.